# برندان
برندان از کلونفرت (Brendan of Clonfert)‏ (حدود ۴۸۴ تا حدود ۵۷۷ پس از میلاد)، یکی از اولین قدیسان رهبانی ایرلندی و یکی از دوازده حواری ایرلند است. او در درجه اول به دلیل کوشش افسانه‌ای خود در «جزیره بلیسد (مبارک)» که به «جزیره سنت برندان» نیز معروف است، شناخته می‌شود. هدایتگر سانستی براندانی آباتیس (سفر راهب بزرگ، سنت برندان) را می‌توان به عنوان یک جستجو برای جهان معنوی دیگر توصیف کرد. به عبارت دیگر، روایت هدایت ایرلندی است.
روز جشن سنت برندان در ۱۶ مه توسط کاتولیک‌ها، انگلیکن‌ها و مسیحیان ارتدکس، جشن گرفته می‌شود.

## اوایل زندگی
برندان در سال ۴۸۴ پس از میلاد در ترالی، شهرستان کری در استان مونستر در جنوب غربی ایرلند، متولد شد. او در میان آلترایگ، یک قبیله ایرلندی که در ابتدا در اطراف خلیج کوچک ترالی متمرکز بود، از والدینی به نام‌های فین لوگ و کارا به دنیا آمد. برای پنج سال او هم تحصیل کرد و هم به مادر رضاعی‌اش، ایت کیلیدی (راهبه ایرلندی)، معروف به «بریجد آو مانستر» سپرده شد. وقتی شش سالش بود، برای ادامه تحصیل به مدرسه صومعه جارلات در توأم فرستاده شد. برندان را یکی از «دوازده حواری ایرلند» می‌دانند، یکی از آن‌هایی که گفته می‌شود توسط معلم بزرگ، فینیان کلونارد، آموزش دیده‌است.

## سفر افسانه‌ای
برندان اساساً به‌خاطر سفر افسانه‌ای خود به جزیره بلیسد (مبارک) که به جزیره سنت برندان آباتیس معروف است (سفر سنت برندان ابوت) در قرن نهم، مشهور است. نسخه‌های زیادی وجود دارد که نشان می‌دهد، چگونه او با شانزده راهب برای جستجوی باغ عدن، به اقیانوس‌اطلس رفت (اگرچه نسخه‌های دیگر چهارده راهب و سه کافر را ثبت کرده‌اند که در آخرین لحظه به آن‌ها پیوستند). گفته می‌شود یکی از این همراهان، مالو بوده‌است. تاریخ این سفر به سال‌های ۵۱۲ تا ۵۳۰ پس از میلاد، قبل از سفر او به جزیره بریتانیای بزرگ، برمی‌گردد. فرض می‌شود برندان در سفر خود جزیره سنت برندان را دیده باشد که جزیره‌ای پر برکت و پوشیده از گیاهان است. او همچنین با یک هیولای دریایی روبرو شد، ماجرایی که با کولومسیل، هم دوره‌اش، در میان گذاشت. متداول‌ترین ماجراجویی توصیف شده او، فرود آمدن او در جزیره‌ای است که معلوم شد یک هیولای دریایی غول پیکر به نام «جاسکونیوس» است.

## اواخر زندگی
برندان، به ولز و جزیره مقدس آیونا در سواحل غربی اسکاتلند سفر کرد. در مسیر بازگشت به ایرلند، صومعه‌ای را در آناگدان تأسیس کرد و باقی‌مانده عمر خود را در آنجا گذراند. او همچنین صومعه‌ای را در آناگدان برای خواهرش، بریگا، تأسیس کرد. برندان پس از برقرار کردن اسقفی آردفرت، به توموند رفت و در سال ۵۵۰ میلادی، یک صومعه را در اینیس دادروم (جزیره کنونی کونی)، در محله کنونی کیلادیسرت، شهرستان کلر، بنیان نهاد. او سپس به ولز سفر کرد و زیر نظر گیلداس در لانکارفان و پس از آندر ایونا، تحصیل کرد؛ زیرا گفته می‌شود که او آثاری از غیرت رسولی خود را در کیل براندون (نزدیک اوبان) و کیل برنان ساوند به جا گذاشته‌است. او در سال ۵۷۷ پس از میلاد در آناگدان، زمانی که خواهرش، بریگا را می‌دید، درگذشت. برندان از ترس اینکه پس از مرگش ممکن است مریدانش بقایای او را به عنوان تبرک و یادگار ببرند، قبلاً ترتیبی داده بود که جسد او را مخفیانه به صومعه‌ای که در کلونفرت تأسیس کرده بود، از طرق پنهان کردن در قسمت بار گاری، ببرند. او در کلیسای جامع کلونفرت به خاک سپرده شد.

## ارجاعات
1. ↑  Flood, William Henry Grattan, and Hartig, Otto (1907). "St. Brendan". In Catholic Encyclopedia. 2. New York: Robert Appleton Company.
2. ↑  Chisholm, Hugh, ed. (1911). "Brendan. Encyclopædia Britannica. 4. (11th ed.) Cambridge University Press. p. 495.
3. ↑  Flood, William Henry Grattan (1907). "Twelve Apostles of Erin". In Catholic Encyclopedia. 1. New York: Robert Appleton Company.
4. ↑  (به یونانی) Ὁ Ὅσιος Βρενδανὸς ὁ Ἀναχωρητής. ΜΕΓΑΣ ΣΥΝΑΞΑΡΙΣΤΗΣ.
5. ↑  Allen, John Logan (1997). North American Exploration: A New World Disclosed. Volume: 1. University of Nebraska Press. p. 18.
6. ↑  Grattan-Flood, William. "St. Machutus." The Catholic Encyclopedia Vol. 9. New York: Robert Appleton Company, 1910. 10 May 2018
7. ↑  "Corrandulla / Annaghdown". County Galway Guide. Retrieved 28 March 2009.
8. ↑  "Laois – Toberboe (Tóbar Bó) – Bowes One-Name Study". sites.google.com. Archived from the original on 26 اكتبر 2020. Retrieved 10 September 2020. {{cite web}}: Check date values in: |archive-date= (help)

## کتابشناسی